# لاميناريا مسطحة الأجزاء
لاميناريا مسطحة الأجزاء (الاسم العلمي: Laminaria platymeris) هو نوع من الطلائعيات يتبع جنس اللاميناريا من فصيلة اللامينارية.